# دشيرة جنوبية
دشيرة جنوبية (الاسم العلمي: Dasychira meridionalis) هي نوع من الحشرات تتبع جنس الدشيرة من الفصيلة الأربوسية.

## الموئل والإنتشار
فلوريدا وكارولينا الشمالية وتكساس وأركانساس.